# Нурек, Александр Александрович
Александр Александрович Нурек (род. 15 февраля 1990, Усть-Каменогорск, Казахская ССР) — казахстанский хоккеист, защитник. В настоящее время является игроком ХК Казцинк-Торпедо.

## Карьера
Воспитанник усть-каменогорского хоккея.
В чемпионате Казахстана провёл 205 игр. В ВХЛ провёл 51 игру.
В качестве игрока сборной Казахстана участвовал в юниорских чемпионатах мира 2007 и 2008 года и молодёжных чемпионатах мира 2009 и 2010 года.